# Bandeira de Fortim
A bandeira de Fortim é um dos símbolos oficiais do município de Fortim, no estado brasileiro do Ceará.
Foi instituída pela lei municipal nº 039/93 aprovada pela Câmara Municipal Municipal de Fortim e sancionada pelo prefeito Caetano Guedes.

## Descrição
A Bandeira consiste em um retângulo dividido em duas partes por uma linha ondulada, a parte superior, que corresponde à aproximadamente 2/3 da altura, em azul e uma parte inferior em verde representando, respectivamente, o céu e o mar. No centro há a representação de uma jangada na cor branca, com o farol na cor azul e um sol amarelo.

## Usos
Segundo o artigo 3.º da referida lei, a bandeira estará presente em todas as solenidades oficiais em que o Município for representado, resguardadas as cominações de praxe.